# Jacobs R-755
El Jacobs R-755 (designado por la compañía como L-4) es un motor radial para aeronaves de 7 cilindros y enfriado por aire fabricado en Estados Unidos por Jacobs Aircraft Engine Company.

## Diseño y desarrollo
El Jacobs R-755 fue encendido por primera vez en 1933, fue certificado el 27 de febrero de 1934 y su producción siguió hasta los años 70. Con un diámetro de 133 mm y una carrera de 127 mm, tenía un desplazamiento de 12,4 litros, y, dependiendo la variante, una potencia entre 150 y 260 kW (200-350 HP). El motor dispone de cilindros de acero, culatas de aleación de aluminio, válvulas de admisión de acero inoxidable y válvulas de escape de acero al cromo-níquel.

## Variantes
R-755A1
Versión básica de producción.
R-755A2
Variante de 300 caballos de fuerza
R-755B1
Versión del R-755A1 para hélices de paso fijo.
R-755B2
Variable del R-755A1 para hélices de paso variable.
R-755E
Variante para helicópteros.
R-755SM
Versión de 350 caballos de fuerza.

## Especificaciones (R-755A1)
Según el Jane's
Características generales
- Tipo: Motor radial de 7 cilindros
- Diámetro: 133,35 mm
- Carrera: 127 mm
- Desplazamiento: 12.405 cm³
- Longitud: 692,15 mm
- Diámetro: 1117,6 mm
- Peso en seco: 229 kg

Componentes
- Sistema de alimentación: Carburador Stromberg NA-R7A
- Tipo de combustible: 73 octanos
- Sistema de aceite: 1 bomba de presión, 2 bombas de barrido
- Sistema de enfriamiento: Enfriado por aire

Rendimiento
- Potencia: 245 HP @2200 rpm
- Densidad de potencia: 14,8 kW/L
- Radio de compresión: 8,7:1
- Relación potencia-peso: 0,8 kW/kg